# Peribaea discicornis
Peribaea discicornis är en tvåvingeart som först beskrevs av Pandelle 1894.  Peribaea discicornis ingår i släktet Peribaea och familjen parasitflugor. Inga underarter finns listade i Catalogue of Life.